# Chris Kirkpatrick
Christopher Alan "Chris" Kirkpatrick, född 17 oktober 1971 i Clarion i Pennsylvania, är en amerikansk sångare, dansare, underhållare och röstskådespelare. Han var  tidigare medlem i pojkbandet 'Nsync. 
Han har även gjort rösten till Chip Skylark och Skip Sparkypants i Fairly Odd Parents.

## Diskografi
Studioalbum med 'Nsync
- Nsync (1998)
- No Strings Attached (2000)
- Celebrity (2001)

Samlingsalbum med 'Nsync
- Greatest Hits (2005)
- The Collection (2010)
- The Essential *Nsync (2014)